# Мушинська Віра Павлівна
Віра Павлівна Мушинська (нар. 10 січня 1956, село Сивки, тепер Білогірського району Хмельницької області) — українська радянська діячка, перемотувальниця Чернігівського виробничого об'єднання «Хімволокно». Депутат Верховної Ради УРСР 10—11-го скликань.

## Біографія
Освіта середня. Член ВЛКСМ.
З 1973 року — перемотувальниця Чернігівського виробничого об'єднання «Хімволокно» імені 50-річчя Великої Жовтневої соціалістичної революції.
Потім — на пенсії в місті Чернігові.

## Нагороди
- ордени
- медалі